# Njivice (Omišalj)
Njivice (olaszul: Gnivizze) falu Horvátországban Tengermellék-Hegyvidék megyében. Közigazgatásilag Omišaljhoz tartozik.

## Fekvése
Krk északnyugati részén  az Omišaljt Krk városával összekötő út mellett fekszik. A település központjában helyezkedik el a kis kikötő, melynek mindkét oldalán strandok húzódnak. Itt zajlik Njivice központi élete, ahol számos étterem, kávézó és cukrászda található.

## Története
A Poje nevű határrészén 2005-ben kiásott „villa rustica” feltárásának eredményei igazolják, hogy Njivice területe már a 2. században lakott volt. Az épület valószínűleg a közeli Fulfinum városához tartozott. A gazdag polgár tulajdonában állt villában hypocaustum, kettős padlófűtés, mozaikpadló és színes falfestmények is voltak. A leletek között üvegtárgyak, pénzek, ékszerek, menóra motívummal díszített olajmécses, mérleg és hozzá való réz súlyok kerültek elő. A múlt század közepén dr. Branko Fučić bemutatott egy faragott kőtáblát, mely a régi helyén épített új templom homlokzatába volt befalazva és a Frangepánok idejéből származik és amely valószínűleg az egykori oltárépítmény részeként szolgált. Ebből arra következtetett, hogy a településnek már a kora középkorban is volt temploma, mely feltehetően az ókori villa környékén állhatott. A kőtáblát a templom legutóbbi megújításakor kivették a falból és alapos restaurálás után mint a település fontos kultúrtörténeti relikviája a templom oltárt ékesíti.
A település első írásos említése Frangepán Jánosnak egy 1474-ben kelt adománylevelében történt. 1710-ben Njivice mellett említik Beli Kamik (Villa di sasso bianco) települést is, melynek mára nyoma sem maradt. Neve csak földrajzi névként maradt fenn. Njivice évszázadokig csak kis halászfalu volt, lakói a halászat mellett főként olajbogyó termesztéssel, állattenyésztéssel és erdőgazdálkodással foglalkoztak. A 19. század végére a turizmus fellendülése Njivice számára is a gazdasági fejlődés időszakát jelentette. 1857-ben 73, 1910-ben 152 lakosa volt. Az Osztrák–Magyar Monarchia bukását rövid olasz uralom követte, majd a település a Szerb–Horvát–Szlovén Királyság része lett. 1930-ban felépült az első szálloda a Hotel Luka (a mai Hotel Jadran) és a villa Dinka. A második világháború idején előbb olasz, majd német csapatok szállták meg. A háborút követően újra Jugoszlávia, majd az önálló horvát állam része lett. 2011-ben 1109 lakosa volt. Njivice mára a Krk sziget egyik legjelentősebb idegenforgalmi központjává nőtte ki magát.

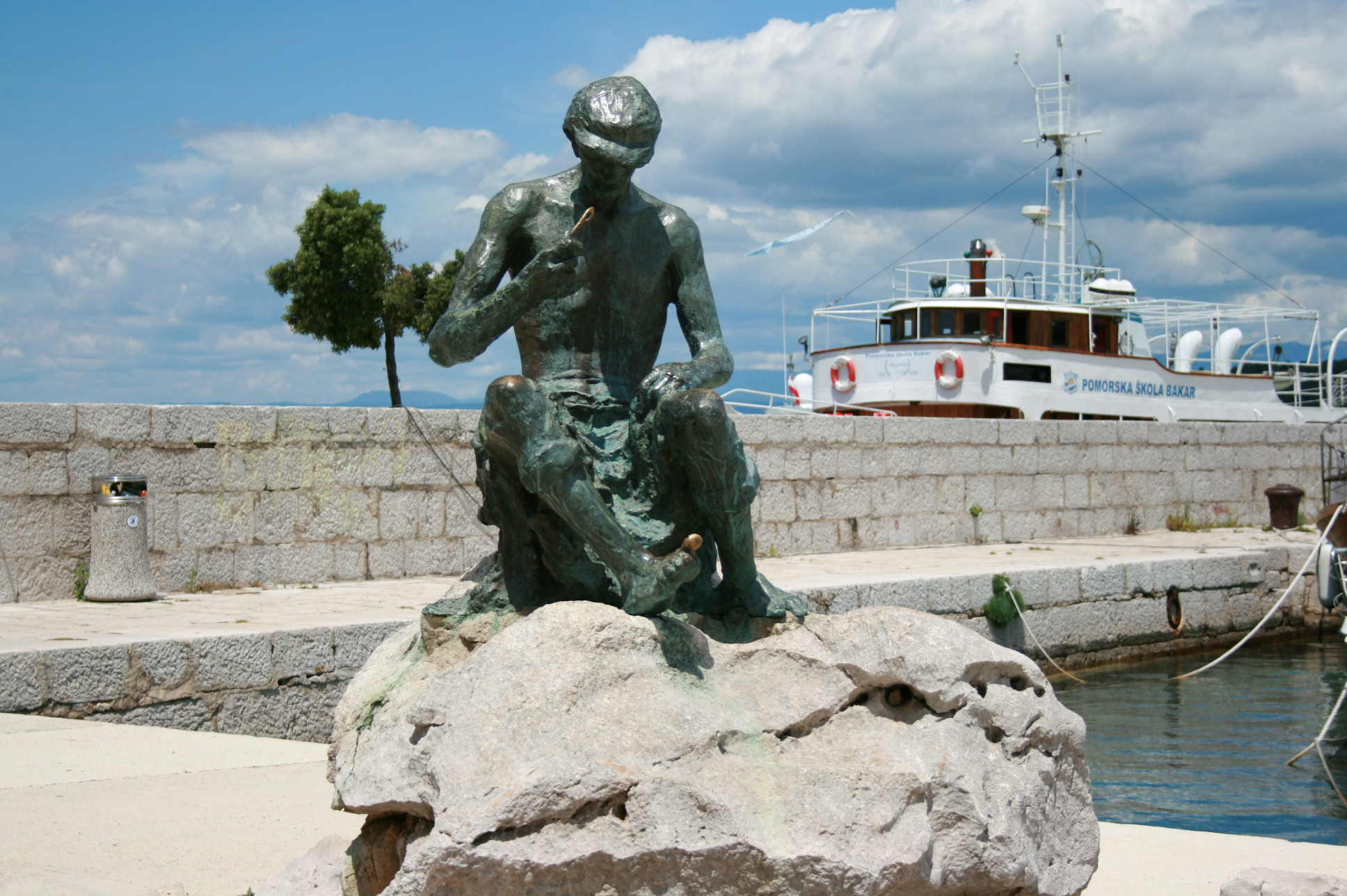
A halász szobra Njivice kikötőjében

## Nevezetességei
A Kisboldogasszony tiszteletére szentelt plébániatemploma 1905-ben épült a régi templom helyén. A sekrestyében őrzik azt az 1586-ból származó oltárképet, mely alapján Ivan Volarić akadémiai festő megfestette a főoltár képét. A szentélyt a zsinati (szembenéző) oltárral 1978-ban alakították át Josip Jurjević plébános kezdeményezésére Vinko Fugošić tervei szerint. 1996-ban a templomot kívülről és belülről teljesen megújították. Az oltárt ékesíti a régi templomból származó gazdagon faragott kőtábla.

## Lakosság
| Lakosság változása | Lakosság változása | Lakosság változása | Lakosság változása | Lakosság változása | Lakosság változása | Lakosság változása | Lakosság változása | Lakosság változása | Lakosság változása | Lakosság változása | Lakosság változása | Lakosság változása | Lakosság változása | Lakosság változása | Lakosság változása |
| ------------------ | ------------------ | ------------------ | ------------------ | ------------------ | ------------------ | ------------------ | ------------------ | ------------------ | ------------------ | ------------------ | ------------------ | ------------------ | ------------------ | ------------------ | ------------------ |
| 1857               | 1869               | 1880               | 1890               | 1900               | 1910               | 1921               | 1931               | 1948               | 1953               | 1961               | 1971               | 1981               | 1991               | 2001               | 2011               |
| 73                 | 81                 | 91                 | 119                | 113                | 152                | 141                | 141                | 175                | 153                | 158                | 211                | 321                | 1169               | 1208               | 1109               |

## Kultúra
Njivice kulturális kínálata nem olyan mindenre kiterjedő, mint a nagyobb városoké. Főként népzenei koncertekben, énekkarok fellépéseiben nyilvánul meg.